# Gallagher (attore)
Gallagher, pseudonimo di Leo Gallagher (Fort Bragg, 24 luglio 1946 – Palm Springs, 11 novembre 2022), è stato un comico e doppiatore statunitense.